# Phalloniscus tarraconensis
Phalloniscus tarraconensis là một loài chân đều trong họ Dubioniscidae. Loài này được Vandel miêu tả khoa học năm 1953.